# 约翰·海因里希·冯·施密特
约翰·海因里希·冯·施密特（德語：Johann Heinrich von Schmitt，1743年—1805年11月11日），神圣罗马帝国军官，哈布斯堡王朝最成功的参谋长之一。在法国大革命和拿破仑战争期间，他最高的军衔是中将。
在奥地利与奥斯曼帝国的战争中，他作为测量员、地图制作者和战略家获得了良好的军事声誉。他在第一次反法同盟期间担任奥军参谋部的军需官。施密特是1796年莱茵战役的策划者。晋升少将后，他是卡尔大公在德国西南部的第二次反法同盟战争期间最值得信赖的顾问之一。
1799年，他的名誉因参加拉施塔特大会的法国代表遭到暗杀而受损，但他的同谋并未得到证实。由于与新任哈布斯堡军队总司令的冲突，他于次年退休。1805年战争再次爆发时，他被召回部队并分配到多瑙河上的俄奥联合部队。11月11日，施密特在迪恩施泰因战役中被友军炮火击毙。

## 家庭与教育
约翰·海因里希·冯·施密特出生于1743年，他是奥地利一个骑兵团的骑兵队长约翰·塞巴斯蒂安·冯·施密特的儿子。施密特可能出生在匈牙利的佩斯，或者如其他消息来源所称，出生在巴伐利亚。1743年，在奥地利王位继承战争期间，他父亲的军团参加了萨哈伊战役，随后又参加了对布拉格的围攻，随后于1743年在巴伐利亚和莱茵兰执行任务。他的父亲于1752年去世，施密特14岁时就读于玛利亚希尔夫的帝国工程学院。在那里，他接受了全面的工程技术培训，以及为军官提供的所有其他主要科目的教育，特别是与战争和科学有关的科目。
三年后，即1761年11月15日，施密特以少尉军衔进入一个步兵团服役。在这个团服役期间，施密特参加了七年战争。缺乏准确的地图阻碍了七年战争的进行，1764年，施密特被分配到一个项目，以提高军队的地图制作能力。科学背景出身的士兵或受过军事教育的士兵在战场上的作用导致奥军上层对军官培训和教育的投资。施密特和他的导师卡洛斯·帕拉维奇尼站在这场运动的最前沿，尤其是在地图制作的发展方面。1769年2月1日，在证明自己能够胜任这项任务后，施密特晋升中尉，并被调到重组后的总司令部参谋部。

## 军事生涯
从1769年到1778年，施密特被分配到军事边境、哈布斯堡和奥斯曼帝国的边境地区，并在与奥斯曼帝国接壤的巴纳特的特梅斯瓦尔附近长期停留。1778年，他晋升上尉，并在短暂的巴伐利亚王位继承战争中对抗普鲁士，之后他被调回巴尔干边境地区，并一直待到1782年。他对乡村的透彻了解保证了他在土耳其占领的波斯尼亚进行地图制作和情报任务，以收集信息，为即将到来的战役做准备。特别是，他开发了关于奥斯曼军事形势的材料。他在奥西耶克的侦查情报工作令他的上级非常满意，当战争在1787年爆发时，他被分配到斯拉沃尼亚军团的总参谋部。1788年4月24日，施密特参加了攻占塞尔维亚沙巴茨要塞的行动。1788年5月14日，神圣罗马帝国皇帝约瑟夫二世亲自提拔他为少校。1789年，施密特参加了贝尔格莱德围城战，1790年2月23日，他晋升为中校。1790年3月，他在陆军元帅恩斯特·劳顿的指挥下调往波希米亚，准备对普鲁士王国采取军事行动。当战争计划被取消时，他于1791年被转移到奥属荷兰，以帮助遏制当地的起义。

### 法国大革命战争
1792年4月，在哈布斯堡王朝与法国之间的第一次反法同盟开始时，施密特是奥属荷兰帝国主力军的一名参谋。他在保卫几场先头战役中表现出色。1793年9月3日，在晋升为上校后，他在萨克森-科堡-萨尔费尔德王子手下服役。1794年秋，施密特组织了帝国军队从奥属尼德兰的阵地向东到莱茵河的撤退。
1796年4月，他仍在原部队服役，但却被奥皇弗朗茨二世任命为卡尔大公的幕僚。施密特与他的副手安东·迈耶·冯·海尔登斯菲尔德一起策划了1796年的战役，在经历了几次初步挫折之后，奥地利帝国在安贝格战役（1796年8月24日）和维尔茨堡战役（1796年9月2日）中取得了胜利，法国人撤退到莱茵河西岸。1796年9月6日，施密特晋升少将。
施密特作为参谋长的任期在1799年被短暂中断，当时有传言称，他与4月29日法国参加拉施塔特大会的代表被暗杀有关。暗杀发生在代表团离开城市时。对暗杀事件的官方调查给施密特带来了很大的压力，以至于他暂时辞去了卡尔大公的参谋长一职。他从未与暗杀事件有任何联系，并最终被恢复了职务。1800年3月1日，施密特晋升中将，但在那年晚些时候，弗朗茨二世将陆军总司令卡尔大公解职。58岁的施密特要求退休，声称他累了，不能再应付工作的压力，但皇帝拒绝了他的要求。新任指挥官帕尔·克雷元帅保留了施密特的参谋职务，但他很少听施密特的意见。当克雷更多地依赖别人而不是施密特时，施密特再次要求退休，但再次被拒绝。1800年8月19日，当克雷附议时，弗朗茨二世批准了施密特的申请。施密特先去了维也纳，然后去了布尔诺附近克罗梅日什的霍斯蒂茨。在那里，他与朋友费迪南德·里特·冯·盖斯勒恩住在一起，直到1805年。

### 召回现役
在1805年–1806年的第三次反法同盟期间，作为奥地利最有能力的参谋长之一，施密特因组织具有挑战性的奥俄撤退这一特定任务而被要求返回现役。带着弗朗茨二世给俄罗斯步兵将军米哈伊尔·伊拉里奥诺维奇·库图佐夫的一封热情洋溢的认可信，施密特抵达俄罗斯总部并被任命为盟军军需总参谋长。施密特在多瑙河畔的梅尔克大修道院会见了俄罗斯将军，他和指挥官们制定了一项计划，在迪恩施泰因附近包围莫蒂埃的法国军队。为此，在场的将军们不仅借鉴了自己的军事经验，还召集了来自该地区的一名上尉，利用他的地理和当地知识来进行军事部署。

### 迪恩施泰因之殇

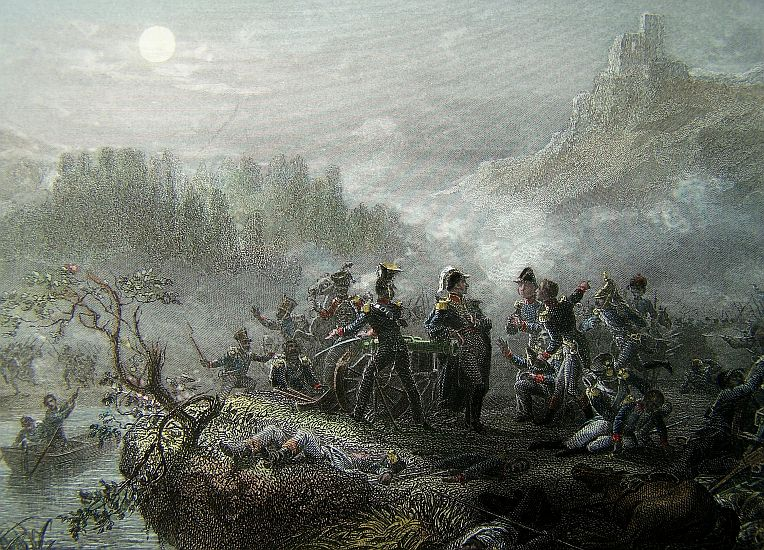
在战斗结束的黑暗和混乱中，施密特被俄军士兵发射的子弹击中

爱德华·莫蒂埃从帕绍和林茨向维也纳进发，沿多瑙河北岸行进。他新创建的第8军团，被称为莫蒂埃军团，由三个步兵师组成，但是军团沿着一个长约56公里的行军路线分段行军。这种过度扩张使军团的北翼没有受到保护，违背了拿破仑的明确指示。施密特的计划利用了这个错误。1805年11月11日，库图佐夫的纵队困住了莫蒂埃的一个师，由泰奥多尔·马克西姆·加赞将军指挥。俄国人使用诡计诱使加赞对一支小部队发动攻击，然后将这支部队困在两个俄军纵队之间。法国人被俄国人前后包围，困在迪恩施泰因的洪泛平原上。法军既不能前进也不能后退。但第二个法军步兵师于午后抵达并在侧翼攻击俄军，但当施密特率领另一支俄军纵队出山时，他们自己都感到惊讶。加赞的步兵师损失了超过40%的人员、战旗和火炮。战斗一直持续到深夜。在最后时刻，法军正乘着船通过多瑙河撤离。在混乱中，施密特在瓦尔德施泰因和赫杜尔格拉本之间的一片空地上被俄罗斯火枪手射中了。在俄罗斯军队服役的德国人威廉·冯·科策布（Wilhelm von Kotzebue）后来报告说，纵队穿过林道进入河边的主干道；他们立即进入了皮埃尔·杜庞的法国龙骑兵前哨和德米特里·多赫图罗夫的俄罗斯军队之间的交叉火力网。施密特当场阵亡并与同时阵亡的一些俄军士兵一起被埋葬在战场上。虽然他的墓地位置从未被确认，但1811年，后人在克雷姆斯附近的一个公园里为他竖起了一座纪念碑。

## 评价
当拿破仑的军队在1805年威胁维也纳时，皇帝让施密特回到现役，负责组织奥地利军队撤退的具体任务。作为陆军、下莱茵河、莱茵河和德国陆军的总参谋长，他组织了各种演习和作战计划，但经常受到崎岖地形的阻碍。施密特死后，在霍恩林登击败奥地利的魏罗特制定了盟军在奥斯特里茨的总体作战计划。军事历史学家迪格比·史密斯认为，施密特是一位经验丰富的军官和出色的战术家，他在奥斯特利茨战役中的作用会比他的接班人更高。从长远来看，施密特的计划不太可能改变整体结果——奥斯特里茨战役可以说是拿破仑最出色的战役之一——但毫无疑问，施密特的作战计划将比盟军使用的计划要更好。

## 引注
1. ↑  （德語） Ranier Egger. Das Gefecht bei Dürnstein-Loiben 1805. Wein: Bundesverlag, 1986, p. 28. Digby Smith. (Johann) Heinrich von Schmitt (S37) （页面存档备份，存于）. Leopold Kudrna and Digby Smith (compilers). A Biographical Dictionary of all Austrian Generals in the French Revolutionary and Napoleonic Wars, 1792–1815. The Napoleon Series （页面存档备份，存于）. Robert Burnham, editor in chief. April 2008 version. Accessed 23 January 2010.
2. ↑  （德語） Wrede, p. 154.
3. 1 2 3  （德語） Jens-Florian Ebert. Heinrich von Schmitt （页面存档备份，存于）. Die Österreichischen Generäle 1792–1815. Napoleon Online. Accessed 23 January 2010.
4. ↑  Erik Lund, War for the Every Day: Generals, Knowledge and Warfare in Early Modern Europe. Westport, Ct: Greenwood Press, 1999, ISBN 978-0-313-31041-6, pp. 152–154.
5. ↑  （德語） Egger, Gefecht, p. 28; Smith. Heinrich von Schmitt （页面存档备份，存于）.
6. 1 2 3 4  （德語） Ebert. Heinrich von Schmitt （页面存档备份，存于）.
7. ↑  Robert Goetz. 1805: Austerlitz, the Destruction of the Third Coalition. Mechanicsburg, PA: Stackpole Books, 2005, pp. 76–77.
8. ↑  Goetz, p. 77.
9. ↑  Digby Smith. Napoleonic Wars Databook: 1805, London: Greenhill Publishing Co., 1998, p. 213.
10. ↑  Smith. Heinrich von Schmitt （页面存档备份，存于）.
11. ↑  （德語） Egger, Gefecht, pp. 28–29.
12. ↑  Smith, Databook, p. 213; After the battle, Weyrother retired to Vienna, and died there a few months later. See Smith, Weyrother （页面存档备份，存于）. Leopold Kudrna and Digby Smith (compilers).